# Snarringe
Snarringe är en bebyggelse i Hammarlövs socken i Trelleborgs kommun på Söderslätt i Skåne. SCB avgränsade här en småort mellan 1995 och 2020. Vid avgränsningen 2020 klassades bebyggelsen som en del av tätorten Skegrie och småorten avregistrerades.
Här finns en dubbelgånggrift byggd under början av mellanneolitikum cirka 3400–3000 f. Kr.

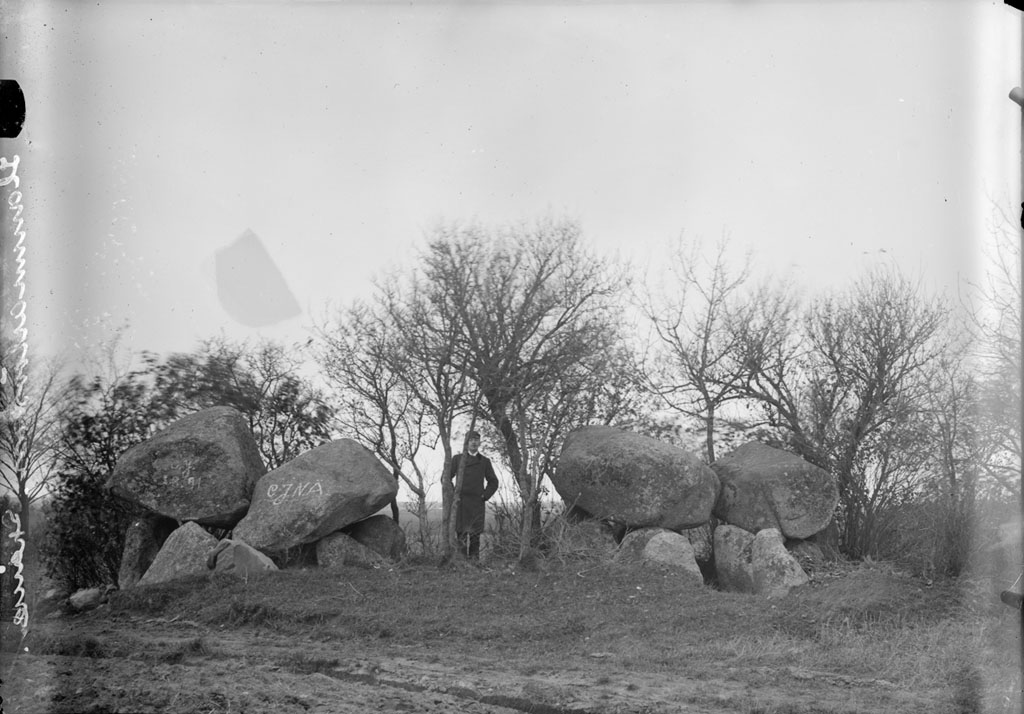
Dubbelgånggriften i Snarringe fotograferad runt 1900.
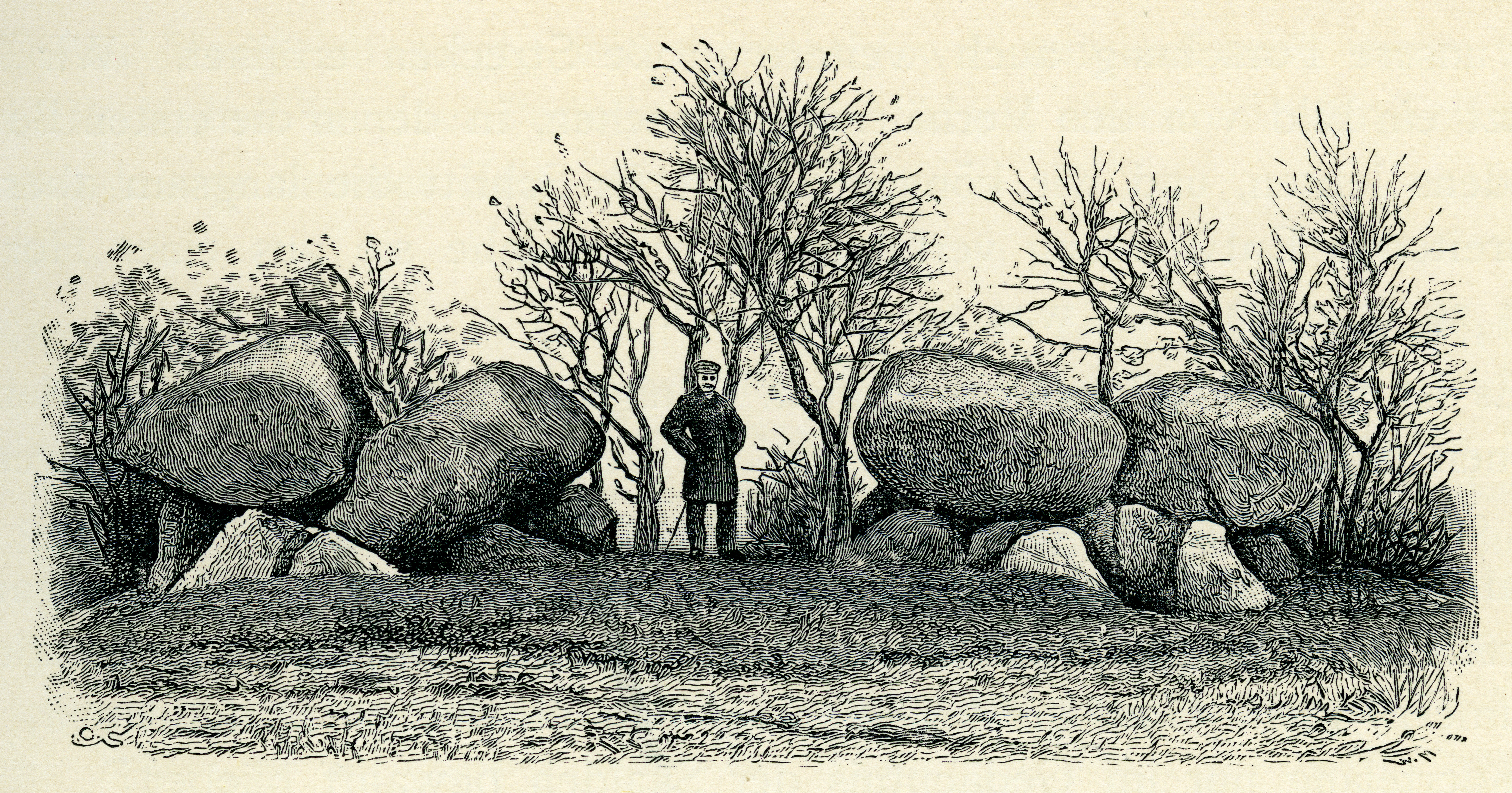
Träsnitt av dubbelgånggriften i Snarringe publicerat 1906.
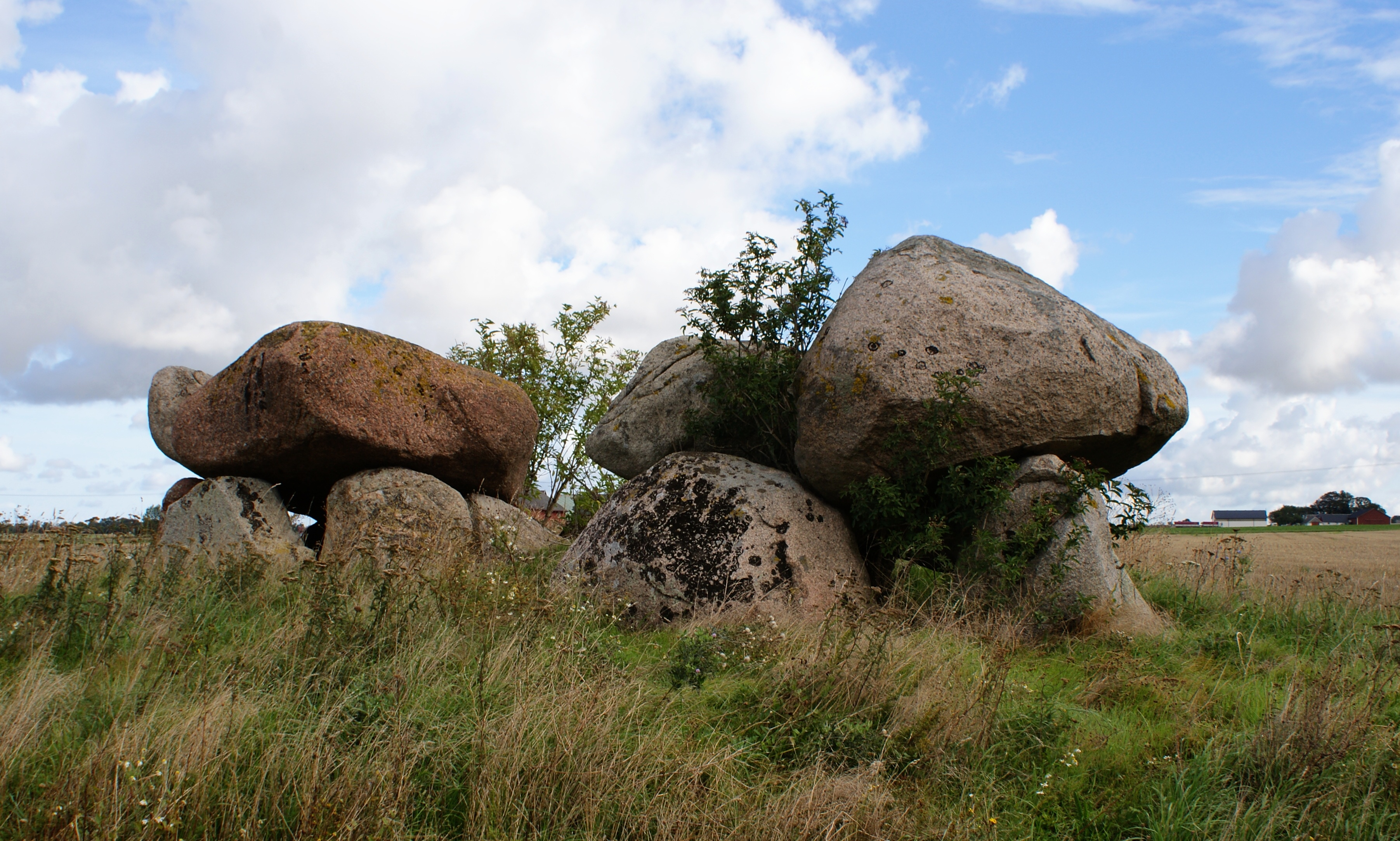
Dubbelgånggriften i Snarringe fotograferad 2010.